# SMSS J031300.36-670839.3
يختصر بشكل غير رسمي  SM0313 
هو نجم في مجرة درب التبانة يقع على بعد 6000 سنة ضوئية من الأرض في إتجاة كوكبة حية الماء ،
ويعتبر من أقدم النجوم المكتشفة في مجرة درب التبانة . تم رصده من قبل علماء فلك بالجامعة الوطنية الأسترالية.
حيث أعلنو أنهم اكتشفوا جسماً فضائياً جديداً قالوا إنه يعتبر أقدم نجم في الكون حيث يبلغ عمره 13 ملياراً و600 مليون عام. هذا النجم تكون 100 مليون سنة بعد الانفجار العظيم ، حيث يقدر عمر الكون بـ 13.871 بليون سنة.
وأوضح الفريق الفلكي أن النجم يقع على مسافة 6000 سنة ضوئية من الأرض، وهي مسافة قريبة نسبياً في عالم الفضاء، فهو أحد اعضاء مجرتنا، مجرة درب التبانة.
وقال ستيفان كيللير رئيس فريق علماء الفلك: إن نجوم الجيل الأول التي تشكلت بعد الانفجار العظيم كانت ضخمة، ولكنها لم تكن مستقرة ولم يدم عمرها طويلاً.
وأضاف: تمكنا من اكتشاف نجم من الجيل الثاني ، مع العلم أن احتمال العثور على مثل هذا النجم يعادل 1 من 60 مليون، وأعتقد أنه من المستحيل اكتشاف نجوم أقدم من ذلك".
كما أشار "كيللير " إلى أنه لم يطلق أي اسم على الكوكب الجديد حتى الآن، وقال: تم تسجيله تحت رقم SMSS J031300.36-670839.3.
| وفرة العناصر الكيميائية مقارنة مع الشمس" |              |
| العنصر الكيميائي                         | معدنية (فلك) |
| ليثيوم                                   | 0.7          |
| كربون                                    | −2.6         |
| مغنسيوم                                  | −3.8         |
| كالسيوم                                  | −7           |

## اقرأ أيضا
- HE 1327-2326 نجم
- كوكبة حية الماء
- الجامعة الوطنية الأسترالية